# Festival de Cannes 1987
Le Festival de Cannes 1987, 40e édition, s'est déroulé du 7 au 19 mai 1987 au Palais des festivals, à Cannes.
Dangereuse sous tous rapports (Something Wild), film de Jonathan Demme, avec Melanie Griffith, Jeff Daniels et Ray Liotta, est présenté hors compétition.

## Déroulement et faits marquants
Les Yeux noirs de Nikita Mikhalkov est largement favori. Mais le cinéaste russe Elem Klimov, membre du jury, est farouchement opposé à ce que son compatriote Mikhalkov, dont il ne partage pas les opinions politique et artistique, remporte la palme. Klimov menace de démissionner et de faire connaître sa décision avec éclat, si bien que le président du jury Yves Montand cède et la palme d'or est décernée au film Sous le soleil de Satan de Maurice Pialat. Le film plus abscons que celui de Mikhalkov, qui relate l’histoire d’un curé qui doute de sa foi et s’engage dans une relation malsaine avec une adolescente de 16 ans, est accueilli par les huées et les sifflements du public. Le cinéaste, lors de la remise du prix, lance par provocation « Je vais être fidèle à ma réputation, je suis content pour tous ces sifflets et ces cris que vous m'adressez ». Puis, un poing rageur au ciel : « Si vous ne m’aimez pas, je peux vous dire que je ne vous aime pas non plus ».

## Jurys

### Compétition
- Président du jury : Yves Montand, comédien
- Danièle Heymann, critique
- Elem Klimov, réalisateur
- Gerald Calderon, producteur
- Jeremy Thomas, producteur
- Jerzy Skolimowski, réalisateur
- Nicola Piovani, compositeur
- Norman Mailer, écrivain
- Theo Angelopoulos, réalisateur

### Caméra d'or
- Président du jury : Maurice Le Roux, compositeur
- Bernard Jubard
- Claude Weisz, réalisateur
- Freddy Buache, journaliste
- M. Hidalgo, journaliste
- Michael Kutza, cinéphile
- Michel Ciment, critique
- Emmanuel Carriau, cinéphile

## Sélections

### Sélection officielle

#### Compétition
La sélection officielle en compétition se compose de 20 films :
- Un sketch (Aria) de Robert Altman, Franc Roddam, Derek Jarman, Bill Bryden, Bruce Beresford, Julien Temple, Charles Sturridge, Nicolas Roeg, Jean-Luc Godard et Ken Russell  Royaume-Uni
- Barfly de Barbet Schroeder  États-Unis
- Champ d'honneur de Jean-Pierre Denis  France
- Chronique d'une mort annoncée (Cronaca di una morte annunciata) de Francesco Rosi  Italie
- La Famille (La famiglia) de Ettore Scola  Italie
- Le Bayou (Shy People) d'Andreï Kontchalovski  États-Unis
- Le Dernier Manuscrit (Az utolsó kézirat) de Károly Makk  Hongrie
- Le Ventre de l'architecte (The Belly of an Architect) de Peter Greenaway  Royaume-Uni
- Les Ailes du désir (Der Himmel über Berlin) de Wim Wenders  Allemagne
- Les Yeux noirs (Otchi tchorniye) de Nikita Mikhalkov  Union soviétique
- Pierre et Djemila de Gérard Blain  France
- Prick Up Your Ears de Stephen Frears  Royaume-Uni
- Le Repentir (Monanieba) de Tenguiz Abouladzé  Union soviétique
- Shinran ou la voix immaculée (Shinran: Shiroi michi) de Rentarō Mikuni  Japon
- Sous le soleil de Satan de Maurice Pialat  France
- La Ménagerie de verre (The Glass Menagerie) de Paul Newman  États-Unis
- Un homme amoureux de Diane Kurys (Film d'ouverture)  France
- Rio zone (Um Trem para as Estrelas) de Carlos Diegues  Brésil
- Yeelen de Souleymane Cissé  Mali
- Zegen, le seigneur des bordels (Zegen) de Shōhei Imamura  Japon

#### Un certain regard
La section Un certain regard comprend 21 films :
- Colère en Louisiane (A Gathering of Old Men) de Volker Schlöndorff
- Un mois à la campagne (A Month in the Country) de Pat O'Connor
- À la poursuite du bonheur (And the Pursuit of Happiness) de Louis Malle
- Le Festin de Babette (Babettes Gæstebud) de Gabriel Axel
- Cartes postales d'Italie (Cartoline italiane) de Memè Perlini
- Terre étrangère de Luc Bondy
- Epidemic de Lars von Trier
- Hôtel de France de Patrice Chéreau
- L'Insoumise (Hud) de Vibeke Løkkeberg
- Jenatsch de Daniel Schmid
- La casa de Bernarda Alba de Mario Camus
- Le Terroriste (Kǒngbù fènzi) d'Edward Yang
- Le Chemin du serpent (Ormens väg på hälleberget) de Bo Widerberg
- Une simple mort (Prostaya smert) d'Alexandre Kaïdanovski
- Le Hasard (Przypadek) de Krzysztof Kieślowski
- Les Tribulations de mon grand-père anglais au pays des bolchéviks (Robinzoniada, anu chemi ingliseli Papa) de Nana Djordjadze
- Sofia d'Alejandro Doria
- Someone to Love de Henry Jaglom
- Un hombre de éxito de Humberto Solás
- La Jeune Fille Xiao Xiao (Xiāng nǚ xiāoxiāo) de Xie Fei et Lan U
- Terre de fer, ciel de cuivre (Yer demir gök bakir) de Zülfü Livaneli

#### Hors compétition
25 films sont présentés hors compétition :
- Dangereuse sous tous rapports (Something Wild) de Jonathan Demme
- Aïda (Aida) de Clemente Fracassi
- Le Retour d'un citoyen (Awdat muwâtin) de Mohamed Khan
- Boris Godounov de Vera Stroeva
- Caméra arabe de Férid Boughedir
- Don Quichotte de Georg Wilhelm Pabst
- Les Plumes (Feathers) de John Ruane
- Intervista de Federico Fellini
- Francesco Rosi : Chronique d'un film annoncé de Christine Lipinska
- Good Morning Babilonia de Paolo et Vittorio Taviani
- L'Affaire du canon noir (Hei pao shi jian) de Huang Jianxin
- Hôtel du Paradis de Jana Bokova
- L'Inhumaine de Marcel L'Herbier
- Le Cinéma dans les yeux de Laurent et Gilles Jacob
- Le Cinéma des divas d'Yvon Gerault et Alain Duault
- Le Médium (The Medium) de Gian Carlo Menotti
- Est-il facile d'être jeune ? (Vai viegli būt jaunam?) de Juris Podnieks
- Louise d'Abel Gance
- Macbeth de Claude d'Anna
- Pagliacci de Franco Zeffirelli
- Radio Days de Woody Allen
- Richard et Cosima de Peter Patzak
- Rigoletto de Jean-Pierre Ponnelle (captation)
- Slam Dance de Wayne Wang
- The Sentimental Bloke de Raymond Longford
- Les Baleines du mois d'août  (The Whales of August) de Lindsay Anderson

#### Courts métrages
- Variations sur des amorces (Academy leader variations) de David Ehrlich
- La Mort soudaine et prématurée du colonel K.K. (Iznenadna i prerana smrt pukovnika K.K) de Milos Radovic

### Quinzaine des réalisateurs
- Andjeo Cuvar de Goran Paskaljević
- Diary of a Mad Old Man de Lili Rademakers
- Dilan d'Erden Kıral
- Heaven de Diane Keaton
- Hol Volt, Hol Nem Volt de Gyula Gazdag
- Home of the Brave de Laurie Anderson
- I Photographia de Nikos Papatakis
- Le Chant des sirènes (I've Heard The Mermaids Singing) de Patricia Rozema
- Made In U.S.A. de Ken Friedman (film surprise)
- Malom A Pokolban de Gyula Maár
- Mascara de Patrick Conrad
- Matewan de John Sayles
- Noce en Galilée de Michel Khleifi
- Rita, Sue and Bob Too d'Alan Clarke
- La Rue (Street Smart) de Jerry Schatzberg
- The Surfer de Frank Shields
- Ombres au paradis d'Aki Kaurismäki
- Un zoo la nuit de Jean-Claude Lauzon
- Wish You Were Here de David Leland

Fut également projeté un panorama du cinéma sud-africain indépendant.

### Perspectives du cinéma français

#### Longs métrages
- Accroche-cœur de Chantal Picault
- L'Ogre de Simon Edelstein
- Cœurs croisés de Stéphanie de Mareuil
- Falsch de Jean-Pierre et Luc Dardenne
- Le Jupon rouge de Geneviève Lefebvre
- Le Testament d'un poète juif assassiné de Frank Cassenti
- Lucky Ravi de Vincent Lombard
- Nuit docile de Guy Gilles
- Un amour à Paris de Merzak Allouache
- Au-delà du souvenir de Alain Mazars
- Buisson ardent de Laurent Perrin
- Dernier Cri de Bernard Dubois
- La Dernière Chasse de Maryse Léon-Garcia
- Le Sang des tropiques de Christian Bricout
- Les Armes de l'esprit de Pierre Sauvage (documentaire sur Le Chambon-sur-Lignon)
- Les Aventures d'Eddie Turley de Gérard Courant
- Yvette Chauviré - Une étoile pour l'exemple de Dominique Delouche

#### Courts-métrages
- Amours éternelles de Jacqueline Gozland
- Je hais le thé aux clous de girofle de Martine Jouando
- L'Aile du vent de Carlotta Croce-Spinelli
- La Sauteuse (de l'ange) de Pascal Aubier
- Le Chant du piroguier de Alain Clerc-Ourgan
- Made in Belgique de Antoine Desrosières
- Paysage avant l'été de Patrice Boiteau
- Sale temps de Alain Pigeaux
- Via Ventimiglia de José Alcala
- Boccetta revient de guerre de Jean-Pierre Sinapi
- Le Rendez-vous de Christian Palligiano
- Le Suicide du capitaine de Jean-Marc Ghanassia
- Les Enfants retrouvés de Marc Daquin
- Nuit d'insomnie de François Pain
- Paris pluie de Bernard Pavelek
- Paris, il y a quinze ans de Anielle Weinberger
- Pascal de  Stéphan Krezinski
- Retour de Sylvie Guedel

### Semaine de la critique
- Angelus novus de Pasquale Misuraca (Italie)
- L’Arbre qu’on blessait de Dimos Avdeliodis (Grèce)
- Le Choix (Yam Daabo) d'Idrissa Ouedraogo (Burkina-Faso)
- Lettres d’un homme mort de Konstantin Lopouchanski (URSS)
- Ngati de Barry Barclay (Nouvelle-Zélande)
- Où que tu sois d'Alain Bergala (France)
- Toi et moi aussi (Et moi alors) (Du mich auch) d'Anja Franke, Dani Levy et Helmut Berger (RFA/Suisse)

## Palmarès

### Compétition
- Palme d'or (à l'unanimité) : Sous le soleil de Satan de Maurice Pialat
- Grand prix spécial du jury (à l'unanimité) : Le Repentir (Monanieba) de Tenguiz Abouladzé
- Prix du 40e anniversaire du festival international du film (à l'unanimité) : Intervista de Federico Fellini
- Prix d'interprétation masculine : Marcello Mastroianni pour Les Yeux noirs (Otchi tchorniye) de Nikita Mikhalkov[5]
- Prix d'interprétation féminine : Barbara Hershey pour Le Bayou (Shy People) d'Andreï Kontchalovski
- Prix de la mise en scène : Wim Wenders pour Les Ailes du désir (Der Himmel über Berlin)
- Prix du jury (ex æquo) : Yeelen de Souleymane Cissé et Shinran ou la voix immaculée (Shinran: Shiroi michi) de Rentarō Mikuni
- Prix de la meilleure contribution artistique au festival international du film (à l'unanimité) : Prick Up Your Ears de Stephen Frears
- Prix de la critique internationale - F.I.P.R.E.S.C.I. : Le Repentir (Monanieba) de Tenguiz Abouladzé
- Grand prix de la commission supérieure technique : Le Cinéma dans les yeux de Laurent et Gilles Jacob
- Caméra d'or : Les Tribulations de mon grand-père anglais au pays des bolchéviks (Robinzoniada, anu chemi ingliseli Papa) de Nana Djordjadze

### Courts métrages
- Palme d'or du court métrage : Palisade de Laurie Mc Innes
- Deuxième prix - court métrage : Variations sur des amorces (Academy leader variations) de David Ehrlich
- Troisième prix - court métrage : La Mort soudaine et prématurée du colonel K.K. (Iznenadna i prerana smrt pukovnika K.K) de Milos Radovic